# Формула Вілкса
Формула Вілкса або Коефіцієнт Вілкса (англ. Robert Wilks) використовується у змаганнях з паверліфтингу для порівняння результатів атлетів та атлеток різних вагових категорій і виявлення абсолютного чемпіона змагань. Коефіцієнт Вілкса відображає співвідношення між власною масою атлета та піднятою вагою як в одній з вправ, так і в сумі триборства (з точністю до 0.1 кг).  Розроблена Робертом Вілксом, виконавчим директором компанії Powerlifting Australia. 
У 2018 році за рішенням IPF Вілкса було виключено з федерації, а замість його формули було запропоновано використовувати нову формулу IPF.  За словами федерації, рішення було прийнято через необхідність брати до уваги інші фактори, які не враховувалися у формулі Вілкса.

## Обчислення Коефіцієнту Вілкса
{\displaystyle {Coeff}={\frac {500}{a+bx+cx^{2}+dx^{3}+ex^{4}+fx^{5}}}}

де x - вага атлета в кг.
Значення коефіцієнтів для чоловіків:
a = -216.0475144
b = 16.2606339
c = -0.002388645
d = -0.00113732
e = 7.01863E-06
f = -1.291E-08
Значення коефіцієнтів для жінок:
a = 594.31747775582
b = -27.23842536447
c = 0.82112226871
d = -0.00930733913
e = 0.00004731582
f = -0.00000009054

Зазвичай переможець визначається в кожній ваговій та віковій категорії, окремо для кожної статі. Формула Вілкса вступає в гру при необхідності визначення абсолютного чемпіона серед різних категорій. Формула також може бути використана в командних змаганнях, коли члени команди можуть мати значні відмінності у вазі.